# Klyxum simplex
Klyxum simplex is een zachte koraalsoort uit de familie Alcyoniidae. De koraalsoort komt uit het geslacht Klyxum. Klyxum simplex werd in 1931 voor het eerst wetenschappelijk beschreven door Thomson & Dean. 